# Die Bergretter – Auf der Kippe
Auf der Kippe ist eine 90-minütige Episode der deutsch-österreichischen Fernsehserie Die Bergretter des ZDF. Es ist die dritte Episode der siebten Staffel. Regie führte Tom Zenker, das Drehbuch schrieb Timo Berndt.
Die Erstausstrahlung im ZDF war am Donnerstag, dem 19. November 2015.

## Handlung
Franz Marthaler ist allein in den Bergen unterwegs. Er sucht nach dem Wrack eines alten Flugzeuges, das vor 60 Jahren in den Bergen abgestürzt ist. Dabei rutscht er ab und muss von der Bergrettung geborgen werden, womit seine Suche für diesen Tag beendet ist. Obwohl er niemandem sagen will, wonach er sucht, findet Peter Herbrechter es heraus, und begleitet ihn am nächsten Tag. Zeitgleich gehen Silke zu Hanstedt und der neue Bergshop-Besitzer Ben Marasek mit demselben Ziel los, da Silke der Überzeugung ist, dass sich im Wrack eine Menge geschmuggeltes Gold befindet.
Peters Sohn Tobias und Bergwacht-Leiter Markus haben inzwischen erfahren, wonach alle suchen. Aus Sorge um Franz und Peter machen sie sich auch auf den Weg zum Wrack. Die ersten vier haben sich vor dem Flugzeug getroffen. Sie ahnen nicht, dass es unsicher steht und abrutscht, nachdem sie hinein gestiegen sind. Das nun auf einer Abbruchkante liegende Wrack wird bei der Hilfsaktion der Bergretter vom Hubschrauber gesichert. Ben als letzter im Flugzeug wird mit einer spektakulären Aktion von Markus gerettet, als das Wrack nicht mehr gehalten werden kann und abstürzt.

## Besetzung

### Hauptdarsteller
| Schauspieler       | Rollenname         | Rolle                            |
| ------------------ | ------------------ | -------------------------------- |
| Sebastian Ströbel  | Markus Kofler      | Leiter der Bergwacht             |
| Markus Brandl      | Tobias Herbrechter | Bergretter, Sohn von Peter       |
| Luise Bähr         | Katharina Strasser | Sanitäterin, Tochter von Peter   |
| Mirko Lang         | Benjamin Marasek   | Bergshop-Besitzer und Bergretter |
| Robert Lohr        | Michael Dörfler    | Hubschrauberpilot                |
| Stefanie von Poser | Emily Hofer        |                                  |
| Heinz Marecek      | Franz Marthaler    |                                  |
| Michael König      | Peter Herbrechter  | Vater von Tobias und Katharina   |
| Michael Pascher    | Rudi               | Mechaniker im Heliport           |
| Martin Leutgeb     | Gert               | Polizist in Ramsau               |

### Episodendarsteller
| Schauspieler   | Rollenname        |
| -------------- | ----------------- |
| Natalia Avelon | Silke zu Hanstedt |
| Michaela Rosen | Johanna Marquart  |

## Rezeption

### Kritiken
Ulrich Feld denkt in der Frankfurter Neue Presse an Cliffhanger - Nur die Starken überleben mit Sylvester Stallone und schreibt: „Die Macher achten auf einen genügend starken Hintergrund an Handlung und einprägsame Charaktere, die geschickt miteinander verflochten sind.“

### Einschaltquoten
Die Erstausstrahlung am 19. November 2015 im ZDF verfolgten insgesamt 4,06 Millionen Zuschauer, was einem Marktanteil von 12,6 % beim Gesamtpublikum entsprach. Bei den Jüngeren zwischen 14 und 49 Jahren war es ein Marktanteil von 6,2 %. Das waren im Vergleich zu den anderen Episoden der siebten Staffel eher schlechte Werte und die schwächsten der Staffel, was auf das gleichzeitig gesendete Prominenten-Special der RTL-Sendung Wer wird Millionär? anlässlich des RTL-Spendenmarathons zurückzuführen ist, das an diesem Abend starke Konkurrenz bedeutete.